# Campionato Primavera 1978-1979
Il Campionato Primavera 1978-1979 è stata la 17ª edizione del Campionato Primavera. Il detentore del trofeo è la Roma.
La squadra vincitrice del torneo è stata il Napoli guidato da Mario Corso, che si è aggiudicato il titolo di campione nazionale per la prima, e finora unica, volta nella storia.